# Raves
Raves is een gemeente in het Franse departement Vosges in de regio Grand Est. De gemeente maakt deel uit van het arrondissement Saint-Dié-des-Vosges en sinds 22 maart 2015 van het kanton Saint-Dié-des-Vosges-2. Daarvoor viel Raves onder het op die dag opgeheven kanton Saint-Dié-des-Vosges-Est.

## Geografie
De oppervlakte van Raves bedraagt 4,0 km², de bevolkingsdichtheid is 84,0 inwoners per km².

## Verkeer en vervoer
In de gemeente ligt spoorwegstation Raves-Ban-de-Laveline.
De onderstaande kaart toont de ligging van Raves met de belangrijkste infrastructuur en aangrenzende gemeenten.

## Demografie
Onderstaande figuur toont het verloop van het inwonertal (bron: INSEE-tellingen).